# 石家庄站 (地铁)
石家庄站是石家庄地铁2号线与3号线的地铁车站，是一个换乘站，位于中华人民共和国河北省石家庄市桥西区国铁石家庄站东广场地下。3号线车站于2017年6月26日开通运营，2号线车站于2020年8月26日开通运营。本站曾是3号线首开段南端终点站。

## 车站结构
石家庄站位于国铁石家庄站东侧地下，3号线车站垂直于铁路站场东西向布置，2号线于铁路车站东站房与铁路东广场地下交通枢纽之间，垂直于3号线车站布置，3号线站台位于地下二层，2号线站台位于地下三层。车站主站厅位于地下一层，与铁路车站出站大厅位于同一层。地下二层为3号线站台层，长262.75米，宽54米，为岛式车站，由于3号线首通段未设置车辆段，为方便车辆停放，于车站东侧地下设置停车场，停车场总长约510米，最宽处56.5米，最窄处26米，共设6股道，3号线上下行正线于停车场两侧通过，因此本站3号线站台较普通车站明显宽阔。为提高国铁出站旅客换乘地铁的便利性，3号线站台西侧设置有独立站厅，仅供地铁进站使用，与铁路车站出站大厅通过一组扶梯相连。地下三层为2号线站台层，长236.5米，宽23.9米。两线采用十字节点换乘，换乘节点连接两线站台中部。
|                      |  | █ 3号线往西三庄（西三教） |
| 分離式 · 開左邊车门  |  |                           |
| 进站站厅 · 3号线站台 |  |                           |
| 分離式 · 開左邊车门  |  |                           |
|                      |  | █ 3号线往乐乡（汇通路）   |

|                   |  | █ 2号线往柳辛庄（元村） |
| 島式 · 開左邊车门 |  |                         |
|                   |  | █ 2号线往嘉华路（塔坛） |

## 车站出口
石家庄站与铁路车站共构设置，与铁路出站大厅共用4个设有编号的出入口与地面相连，其中东1、东2两出入口前往铁路站房进站口，东3、东4两个出入口前往铁路东广场地面层，除此之外，也可通过铁路车站出站大厅与东广场枢纽各出入口前往西广场及其他地点，车站编号出口及周围设施如下所示：
| 出口编号                  | 照片 | 地点             | 可到达目的地         |
| ------------------------- | ---- | ---------------- | -------------------- |
|                           |      | 石家庄站东北侧   | 国铁石家庄站东进站口 |
|                           |      | 石家庄站东南侧   | 国铁石家庄站东进站口 |
|                           |      | 京广东街（西侧） | 石家庄站东广场       |
|                           |      | 京广东街（西侧） | 石家庄站东广场       |
| 註： 設有 \| 設有扶手電梯 |      |                  |                      |

## 接驳交通

### 铁路
- 国铁京广铁路、京广高速铁路、石太客运专线、石济客运专线、石太铁路石家庄站

### 公交车
- 火车站(东广场)：33路、67路、71路、148路、205路、215路、556路、K516路
- 火车站(西广场)：9路、20路、25路、62路、72路、117路、320路

## 历史
- 2012年1月8日，石家庄站预留工程2号线车站项目开工[7]。
- 2014年
  - 3月11日，两线车站随石家庄站东广场主体结构共同封顶[8]。
  - 5月12日，3号线站后停车场开工建设[4]。
- 2017年6月26日，本站随3号线一期工程首开段通车一同开通，为3号线首开段南端终点站[1]。
- 2020年8月26日，2号线开通运营，本站成为换乘站[9]。
- 2021年4月6日，3号线一期东段与二期工程开通运营，本站不再为3号线终点站[10]。